# Joanna Aizenberg
Joanna Aizenberg (nacida en 1960) es una química y educadora estadounidense. Se desempeña como profesora de química y biología química en la Universidad de Harvard. Es profesora Amy Smith Berylson de Ciencia de Materiales en la Escuela de Ingeniería y Ciencias Aplicadas de Harvard, codirectora del Instituto Kavli de Ciencia y Tecnología Bionano y miembro principal del cuerpo docente del Instituto Wyss de Ingeniería de Inspiración Biológica. Es una figura destacada en el campo de la ciencia de materiales de inspiración biológica, autora de 90 publicaciones y titular de 25 patentes.

## Biografía

### Primeros años
Recibió una licenciatura en química y una maestría en química física por la Universidad Estatal de Moscú en 1981 y 1984 respectivamente, y un doctorado en biología estructural por el Instituto Weizmann de Ciencias en 1996.

### Carrera
Hizo su investigación postdoctoral con George Whitesides en la Universidad de Harvard, investigando la micro/nanofabricación y la óptica de campo cercano. En 1998, se incorporó a los Laboratorios Bell como miembro del personal técnico, donde realizó una serie de contribuciones pioneras, incluido el desarrollo de nuevos enfoques biomiméticos para la síntesis de películas minerales ordenadas con formas y orientaciones altamente controladas y el descubrimiento de sistemas ópticos biológicos únicos que superan a los análogos tecnológicos, además de caracterizar las moléculas orgánicas asociadas.
En 2007, se unió a la Escuela de Ingeniería y Ciencias Aplicadas de Harvard.
La investigación del laboratorio investiga una amplia gama de temas que incluyen biomimética, autoensamblaje, materiales adaptativos, ingeniería de cristales, humectabilidad de superficies, nanofabricación, bioóptica, biomateriales y biomecánica.
Es miembro de la Academia Nacional de Ciencias, Sociedad Filosófica Estadounidense y la Academia Estadounidense de Artes y Ciencias. En  2019, fue elegido miembro de la Academia Nacional de Ingeniería por sus contribuciones a la comprensión de los sistemas biológicos y el diseño de materiales bioinspirados.